# Acroleină
Acroleina (nume sistematic: propenal) este cea mai simplă aldehidă nesaturată. Este un lichid incolor cu un miros neplăcut. Se obține la nivel industrial din propilenă.

## Obținere
Acroleina este obținută la nivel industrial prin oxidarea propenei, în prezența aerului ca sursă de oxigen. Reacția are loc în prezența oxizilor metalici care sunt catalizatori eterogeni:
CH2CHCH3 + O2 → CH2CHCHO + H2O
Aproximativ 500.000 de tone de acroleină sunt produse anual în America de Nord, Europa și Japonia pe această cale. În plus, acidul acrilic se obține prin transformarea acestei acroleine (deși se mai poate obține și prin oxidarea controlată a propenei).
Glicerolul (glicerina) se descompune în acroleină prin încălzirea la 280 °C:
(CH2OH)2CHOH → CH2=CHCHO + 2 H2O